# Дом пионеров (Тольятти)
Здание Дворца пионеров Всесоюзной пионерской организации имени В. И. Ленина при ЦК ВЛКСМ в Автозаводском районе, города Тольятти, Самарской области.
В 1985 году в Москве государственным комитетом по гражданскому строительству и архитектуре при Госстрое СССР учебных зданий было принято решение построить здание для Дома пионеров. Главным архитектором проекта являлся В. А. Савицкий, главный инженер проекта — М. Л. Ротерштейн.
В 1986 году строительным предприятием «Жилстрой» началось строительство в котором участвовали комсомольцы и строители Волжского автогиганта.